# Saki (manga)
Saki (咲-Saki-?) è un manga scritto ed illustrato da Ritz Kobayashi. La storia ruota intorno ad una studentessa del primo anno di superiori di nome Saki Miyanaga che viene introdotta nel mondo del mahjong giapponese competitivo da un'altra studentessa del primo anno, Nodoka Haramura. Il manga è stato serializzato sulla rivista della Square Enix Young Gangan dal 3 febbraio 2006, ed a luglio 2023 sono stati raccolto ventiquattro volumi tankōbon della serie. Un adattamento televisivo animato di venticinque episodi dello studio Gonzo è andato in onda fra aprile e settembre 2009 su TV Tokyo. Un altro manga illustrato da Aguri Igarashi, Saki Achiga-hen episode of Side-A, che racconta una storia parallela ha iniziato ad essere serializzato nel numero di settembre 2011 di Monthly Shōnen Gangan, ed è stato seguito da un adattamento animato dello Studio Gokumi iniziato ad aprile 2012 e terminato a luglio 2012, con quattro episodi aggiuntivi tra dicembre 2012 e maggio 2013. Un ulteriore adattamento animato del manga originale Saki: Zenkoku-hen, sempre di Studio Gokumi, è andato in onda tra gennaio ed aprile 2014.

## Trama
Saki Miyanaga, una studentessa del primo anno delle scuole superiori, odia il mahjong perché la sua famiglia l'ha sempre costretta a giocarci per poi punirla indipendentemente dall'esito del gioco. A causa di questo, Saki ha imparato a mantenere il suo punteggio sempre a zero, senza mai né vincere né perdere, che è teoricamente ancora più difficile che vincere sempre. Tuttavia, una sua amica delle scuole medie, completamente all'oscuro del passato di Saki, la convince a visitare il piccolo club di mahjong della scuola al momento di entrare nelle scuole superiori. Dopo che il club scopre la sua abilità, Saki viene reclutata nel club e convinta a vincere ogni gara. Saki vi riesce con grande facilità, ed oltre ad affinare le proprie tecniche riscopre anche un nuovo amore per il gioco, sviluppando contemporaneamente una profonda amicizia con la sua compagna di club, Nodoka Haramura. La squadra di mahjong del club riesce ad avanzare rapidamente nel torneo di mahjong scolastico con il preciso obiettivo di arrivare sino alla finale nazionale.
La storia parallela, Saki: Achiga-hen episode of Side-A, segue le vicende di una ragazza Shizuno Takakama, una vecchia amica di Nodoka, anche lei membro del club di mahjong dell'Achiga Girls Academy. Qualche anno dopo che il club è stato sciolto e le due si sono separate, Shizuno vede Nodoka in televisione mentre partecipa ad un torneo di mahjong. Desiderosa di rivedere la sua vecchia amica, Shizuno decide di ricreare il club di Mahjong in modo da poter affrontare nuovamente Nodoka in un torneo.

## Personaggi

### Kiyosumi High School
Saki Miyanaga (宮永 咲?, Miyanaga Saki)
Doppiata da: Kana Ueda
Nodoka Haramura (原村 和?, Haramura Nodoka)
Doppiata da: Ami Koshimizu
Yuuki Kataoka (片岡 優希?, Kataoka Yūki)
Doppiata da: Rie Kugimiya
Hisa Takei (竹井 久?, Takei Hisa)
Doppiata da: Shizuka Itō
Mako Someya (染谷 まこ?, Someya Mako)
Doppiata da: Ryōko Shiraishi
Kyoutarou Suga (須賀 京太郎?, Suga Kyōtarō)
Doppiata da: Jun Fukuyama

### Achiga Girls Academy
Shizuno Takakamo (高鴨 穏乃?, Takakamo Shizuno)
Doppiata da: Aoi Yūki
Ako Atarashi (新子 憧?, Atarashi Ako)
Doppiata da: Nao Tōyama
Kuro Matsumi (松実 玄?, Matsumi Kuro)
Doppiata da: Kana Hanazawa
Yū Matsumi (松実 宥?, Matsumi Yū)
Doppiata da: Mako
Arata Sagimori (鷺森 灼?, Sagimori Arata)
Doppiata da: Yumi Uchiyama
Harue Akado (赤土 晴絵?, Akado Harue)
Doppiata da: Naomi Shindō

### Torneo della prefettura di Nagano

#### Ryūmonbuchi High School
Koromo Amae (天江 衣?, Amae Koromo)
Doppiata da: Kaori Fukuhara
Touka Ryuumonbuchi (龍門渕 透華?, Ryūmonbuchi Tōka)
Doppiata da: Minori Chihara
Hajime Kunihiro (国広 一?, Kunihiro Hajime)
Doppiata da: Ai Shimizu
Tomoki Sawamura (沢村 智紀?, Sawamura Tomoki)
Doppiata da: Ayuru Ōhashi
Jun Inoue (井上 純?, Inoue Jun)
Doppiata da: Yūko Kaida
Hagiyoshi (ハギヨシ?, Hagiyoshi)
Doppiata da: Daisuke Ono

#### Kazekoshi Girls School
Mihoko Fukuji (福路 美穂子?, Fukuji Mihoko)
Doppiata da: Yui Horie
Kana Ikeda (池田 華菜?, Ikeda Kana)
Doppiata da: Rika Morinaga
Miharu Yoshitome (吉留 未春?, Yoshitome Miharu)
Doppiata da: Chiro Kanzaki
Seika Bundou (文堂 星夏?, Bundō Seika)
Doppiata da: Ai Matayoshi
Sumiyo Fukabori (深堀 純代?, Fukabori Sumiyo)
Doppiata da: Mitsuki Saiga
Takako Kubo (久保 貴子?, Kubo Takako)
Doppiata da: Miho Yamada

#### Tsuruga Academy
Yumi Kajiki (加治木 ゆみ?, Kajiki Yumi)
Doppiata da: Yū Kobayashi
Momoko Touyoko (東横 桃子?, Tōyoko Momoko)
Doppiata da: Momoko Saito
Kaori Senoo (妹尾 佳織?, Senoo Kaori)
Doppiata da: Ryoko Shintani
Satomi Kanbara (蒲原 智美?, Kanbara Satomi)
Doppiata da: Natsuko Kuwatani
Mutsuki Tsuyama (津山 睦月?, Tsuyama Mutsuki)
Doppiata da: Shin Nanasawa

### Torneo nazionale

#### Shiraitodai High School
Teru Miyanaga (宮永 照?, Miyanaga Teru)
Doppiata da: Mai Nakahara
Sumire Hirose (弘世 菫?, Hirose Sumire)
Doppiata da: Mitsuki Saiga
Takami Shibuya (渋谷 尭深?, Shibuya Takami)
Seiko Matano (亦野 誠子?, Matano Seiko)
Awai Oohoshi (大星 淡?, Ōhoshi Awai)

#### Rinkai All-Girls School
Nelly Virsaladze (ネリー・ヴィルサラーゼ?, Nerī Virusarāze)
Megan Davin (メガン・ダヴァン?, Megan Davan)
Choe Myeonghwa (雀 明華?, Chē Myonfa)
Satoha Tsujigaito (辻垣内 智葉?, Tsujigaito Satoha)layer.
Hao Huiyu (郝 慧宇?, Hao Hoeiyū)st.

#### Eisui All-Girls School
Komaki Jindai (神代 小蒔?, Jindai Komaki)
Hatsumi Usuzumi (薄墨 初美?, Usuzumi Hatsumi)
Kasumi Iwato (石戸 霞?, Iwato Kasumi)
Tomoe Karijuku (狩宿 巴?, Karijuku Tomoe)
Haru Takimi (滝見 春?, Takimi Haru)

#### Himematsu High
Hiroe Atago (愛宕 洋榎?, Atago Hiroe)
Suzu Ueshige (上重 漫?, Ueshige Suzu)
Kyouko Suehara (末原 恭子?, Suehara Kyōko)
Kinue Atago (愛宕 絹恵?, Atago Kinue)
Yuuko Mase (真瀬 由子?, Mase Yūko)
Ikuno Akasaka (赤坂 生野?, Akasaka Ikuno).

#### Miyamori Girl's High
Shiromi Kosegawa (小瀬川 白望?, Kosegawa Shiromi)
Sae Ususawa (臼沢塞?, Ususawa Sae)
Aislinn Wishart (エイスリン・ウィッシュアート?, Eisurin Wisshuāto)
Kurumi Kakura (鹿倉 胡桃?, Kakura Kurumi)
Toyone Anetai (姉帯 豊音?, Anetai Toyone)
Toshi Kumakura (??, Kumakura Toshi)

#### Senriyama Girl's High
Toki Onjōji (園城寺 怜?, Onjōji Toki)
Doppiata da: Yui Ogura
Ryuuka Shimizudani (清水谷 竜華?, Shimizudani Ryūka)
Doppiata da: Kaori Ishihara
Sarah Eguchi (江口 セーラ?, Eguchi Sēra)
Doppiata da: Arisa Noto
Izumi Nijō (二条 泉?, Nijō Izumi)
Doppiata da: Maho Matsunaga
Hiroko Funakubo (船久保 浩子?, Funakubo Hiroko)
Doppiata da:

### Commentatori
Yasuko Fujita (藤田 靖子?, Fujita Yasuko)
Doppiata da: Masumi Asano
Sukoya Kokaji (小鍛治 健夜?, Kokaji Sukoya)
Doppiata da: Saori Goto
Kouko Fukuyo (福与 恒子?, Fukuyo Kōko)
Doppiata da: Ai Nonaka

### Altri
Kazue Nanpo (南浦 数絵?, Nanpo Kazue)
Doppiata da: Yūko Sanpei
Youko Kadomatsu (門松 葉子?, Kadomatsu Yōko)
Doppiata da: Shiori Mikami
Mai Tanaka (田中 舞?, Tanaka Mai)
Doppiata da: Yuka Saitō
Maho Yumeno (夢乃 マホ?, Yumeno Maho)
Hiroko Murohashi (室橋 裕子?, Murohashi Hiroko)

## Media

### Manga
Scritto e disegnato da Ritz Kobayashi, il manga di Saki manga è serializzato sulla rivista bisettimanale Young Gangan della Square Enix. La serializzazione è iniziata in Giappone il 3 febbraio 2006 ed è tuttora in corso, con un nuovo episodio in ogni edizione della rivista. La Square Enix inoltre ripubblica i capitoli della serie in volumi tankōbon, il cui primo è stato pubblicato il 5 dicembre 2006, ed a luglio 2024 ne sono stati pubblicati ventiquattro.
Una serie yonkoma scritta da Saya Kiyoshi, Saki Biyori (咲日和?), è iniziata sulla rivista Young Gangan il 17 giugno 2011. Il primo volume tankōbon è stato pubblicato il 24 marzo 2012. Uno spin-off della serie, scritto da Kobayashi ed illustrato da Aguri Igarashi, Saki Achiga-hen episode of Side-A (咲 Saki 阿知賀編 episode of Side-A?), è stato lanciato nel numero di settembre 2011 della rivista della Square Enix Shonen Gangan. Il primo volume tankōbon è stato pubblicato il 24 marzo 2012.

### Anime
Un adattamento animato di Saki è stato annunciato sul ventiquattresimo numero di Young Gangan. La serie è stata prodotta dallo studio Gonzo, diretta da Manabu Ono e scritta da Tatsuhiko Urahata, Dal quindicesimo episodio, la produzione delle animazioni è passata alla Picture Magic. il 1º gennaio 2009, un video promozionale di 105 secondi è stato presentato in streaming sul sito ufficiale dell'anime. La serie è stata trasmessa da TV Tokyo e le sue reti affiliate fra il 6 aprile ed il 28 settembre 2009.
Un secondo anime è stato annunciato a giugno 2011 e poi rivelato ad ottobre 2011 come adattamento animato di Saki: Achiga-hen. Ono e Urahata sono tornati nelle vesti di regista e sceneggiatore, mentre le animazioni stavolta sono prodotte dallo Studio Gokumi. Le trasmissioni della serie sono iniziate in Giappone il 9 aprile 2012, e sono trasmesse simultaneamente in streaming da Crunchyroll.
Una terza serie animata, dal titolo Saki: Zenkoku-hen, è stato annunciata ad ottobre 2012 come prosecuzione dell'adattamento del manga, con una data di trasmissione confermata per gennaio 2014. Sempre animata da Studio Gokumi, la serie è stata trasmessa in Giappone dal 5 gennaio 2014, e  simultaneamente in streaming da Crunchyroll.

#### Episodi
| Nº                      | Giapponese 「Kanji」 - Rōmaji | In onda           | In onda |
| Nº                      | Giapponese 「Kanji」 - Rōmaji | Giapponese        |         |
| Serie 2009 (25 episodi) |                               |                   |         |
| 1                       | 「出会い」 - Deai             | 5 aprile 2009     |         |
| 2                       | 「勝負」 - Shōbu              | 12 aprile 2009    |         |
| 3                       | 「対立」 - Tairitsu           | 19 aprile 2009    |         |
| 4                       | 「翻弄」 - Honrō              | 26 aprile 2009    |         |
| 5                       | 「合宿」 - Gasshuku           | 3 maggio 2009     |         |
| 6                       | 「開幕」 - Kaimaku            | 10 maggio 2009    |         |
| 7                       | 「伝統」 - Dentō              | 17 maggio 2009    |         |
| 8                       | 「前夜」 - Zenya              | 24 maggio 2009    |         |
| 9                       | 「開眼」 - Kaigan             | 31 maggio 2009    |         |
| 10                      | 「初心者」 - Shoshinsha       | 7 giugno 2009     |         |
| 11                      | 「悪戯」 - Itazura            | 14 giugno 2009    |         |
| 12                      | 「目醒め」 - Me same          | 21 giugno 2009    |         |
| 13                      | 「微熱」 - Binetsu            | 28 giugno 2009    |         |
| 14                      | 「悪戯」 - Itazura            | 5 luglio 2009     |         |
| 15                      | 「魔物」 - Mamono             | 12 luglio 2009    |         |
| 16                      | 「結託」 - Kettaku            | 19 luglio 2009    |         |
| 17                      | 「悪夢」 - Akumu              | 26 luglio 2009    |         |
| 18                      | 「繋がり」 - Tsunaga ri       | 2 agosto 2009     |         |
| 19                      | 「友達」 - Tomodachi          | 9 agosto 2009     |         |
| 20                      | 「姉妹」 - Shimai             | 16 agosto 2009    |         |
| 21                      | 「追想」 - Tsuisō             | 23 agosto 2009    |         |
| 22                      | 「約束」 - Yakusoku           | 6 settembre 2009  |         |
| 23                      | 「本気」 - Honki              | 13 settembre 2009 |         |
| 24                      | 「夏祭り」 - Natsu matsuri    | 20 settembre 2009 |         |
| 25                      | 「全国」 - Zenkoku            | 27 settembre 2009 |         |
| Serie 2012 (12 episodi) |                               |                   |         |
| 1                       | 「邂逅」 - Kaikō              | 9 aprile 2012     |         |
| 2                       | 「始動」 - Shidō              | 16 aprile 2012    |         |
| 3                       | 「接触」 - Sesshoku           | 23 aprile 2012    |         |
| 4                       | 「全国」 - Zenkoku            | 30 aprile 2012    |         |
| 5                       | 「郷軍」 - Satogun            | 7 maggio 2012     |         |
| 6                       | 「奪回」 - Dakkai             | 14 maggio 2012    |         |
| 7                       | 「信念」 - Shinnen            | 21 maggio 2012    |         |
| 8                       | 「修行」 - Shugyō             | 3 giugno 2012     |         |
| 9                       | 「最強」 - Saikyō             | 10 giugno 2012    |         |
| 10                      | 「連荘」 - Renchan            | 17 giugno 2012    |         |
| 11                      | 「決意」 - Ketsui             | 24 giugno 2012    |         |
| 12                      | 「約束」 - Yakusoku           | 1º luglio 2012    |         |
| Serie 2014 (13 episodi) |                               |                   |         |
| 1                       | 「上京」 - Jōkyō              | 5 gennaio 2014    |         |
| 2                       | 「応援」 - Ōen                | 12 gennaio 2014   |         |
| 3                       | 「始動」 - Shidō              | 19 gennaio 2014   |         |
| 4                       | 「東風」 - Kochi              | 26 gennaio 2014   |         |
| 5                       | 「神鬼」 - Kami Oni           | 2 febbraio 2014   |         |
| 6                       | 「萎縮」 - Ishuku             | 9 febbraio 2014   |         |
| 7                       | 「注目」 - Chūmoku            | 23 febbraio 2014  |         |
| 8                       | 「防塞」 - Bōsai              | 2 marzo 2014      |         |
| 9                       | 「出撃」 - Shutsugeki         | 9 marzo 2014      |         |
| 10                      | 「仲間」 - Nakama             | 16 marzo 2014     |         |
| 11                      | 「脅威」 - Kyōi               | 23 marzo 2014     |         |
| 12                      | 「真実」 - Shinjitsu          | 30 marzo 2014     |         |
| 13                      | 「旧友」 - Kyūyū              | 6 aprile 2014     |         |

#### Colonna sonora
Sigle di apertura
- Glossy:MMM cantata da Miyuki Hashimoto (Saki, eps 2-14)
- bloooomin cantata da Little Non (Saki, eps 15-25)
- Miracle Rush cantata da StylipS (Saki Episode of Side A)
- New Sparks! cantata da Miyuki Hashimoto (Saki: Zenkoku-hen eps 2-13 e come sigla di chiusura del primo episodio)

Sigle di chiusura
- Netsuretsu Kangei Wonderland (熱烈歓迎わんだーらんど?) cantata da Kana Ueda, Ami Koshimizu, Rie Kugimiya, Ryōko Shiraishi e Shizuka Itō (Saki)
- Zankoku na Negai no Naka de (残酷な願いの中で?) cantata da Kana Ueda e Ami Koshimizu (Saki, eps 7,10,16,18,22)
- Shikakui Uchū de Matteru yo (四角い宇宙で待ってるよ?) cantata da Kana Ueda, Ami Koshimizu, Rie Kugimiya, Ryōko Shiraishi e Shizuka Itō (Saki)
- Square Panic Serenade cantata da Aoi Yūki, Nao Tōyama, Kana Hanazawa, MAKO e Yumi Uchiyama (Saki Episode of Side A)
- True Gate cantata da Miyuki Hashimoto (Saki: Zenkoku-hen, eps 2,7,9)
- Kono Te ga Kiseki o Eranderu (この手が奇跡を選んでる) nelle versioni: Miyamori Joshi Kōkō ver. (宮守女子高校 ver.) cantata da Juri Nagatsuma, Mariko Mizuno, Moe Toyota, Rina Satō, e Maaya Uchida (Saki: Zenkoku-hen, eps 3,8), Eisui Joshi Kōkō ver. (永水女子高校 ver.) cantata da Saori Hayami, Chinatsu Akasaki, Kaori Mizuhashi, Ayumi Tsuji, e Sayaka Ōhara (Saki: Zenkoku-hen, eps 4,6,10) e Himematsu Kōkō ver. (姫松高校 ver) cantata da Arisa Date, Haruka Yoshimura, Satsumi Matsuda, Mariko Nakatsu, e Minako Kotobuki (Saki: Zenkoku-hen, eps 5,12)

### Videogiochi
Un videogioco di mahjong è stato presentato in occasione del Tokyo International Anime Fair del 2009 ed in seguito pubblicato il 22 aprile 2009, sviluppato dalla SEGA in collaborazione con lo studio Gonzo. Un altro titolo è stato sviluppato dalla Alchemist per PlayStation Portable, ed è stato pubblicato nel marzo 2010 con il titolo di Saki Portable.